# Розанда Лупул

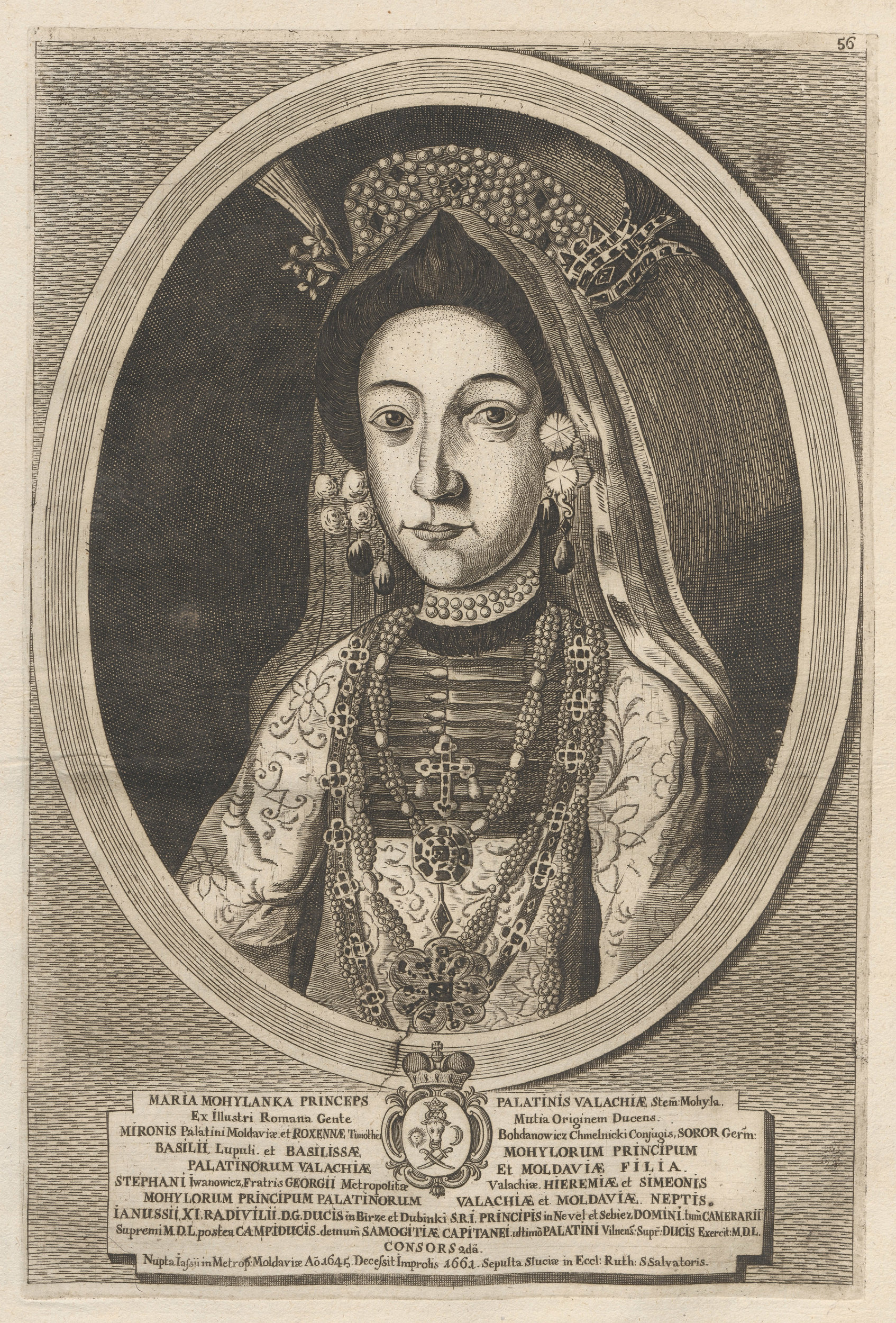
Старша сестра Марія Лупул

Роза́нда Лу́пул (Роксана, Руксандра; бл. 1630 — 1686) — молодша дочка молдовського господаря Васілє Лупу (Василя Лупула), невістка Богдана Хмельницького. Сестра княгині Марії Радзивілл, дружини великого гетьмана литовського Януша Радзивілла.

## Життєпис
Серед претендентів на її руку були Тиміш Хмельницький, Пйотр Потоцький, син брацлавського воєводи Потоцького, князь Дмитро Юрій Вишневецький, Марцін Калиновський.

### Розанда та Хмельницькі
31 серпня 1652 Розанда вийшла заміж за Тимоша Хмельницького. Після його загибелі, якраз напередодні похорону гетьманича, що відбувся 27 грудня 1653 року у Чигирині, Розанда народила двох хлопчиків-близнюків. Разом із ними вона деякий час проживала у Суботові, де її, зокрема, відвідував антіохійський патріарх Макарій. Згодом перебралася на помешкання до подарованого Богданом Хмельницьким маєтку Зіньківський ключ на Полтавщині.
У 1658 році молдовський воєвода Стефаниця хотів забрати її силоміць з Рашкова, який подарував їй по смерті Тимоша Богдан Хмельницький, де вона проживала. У Рашкові 1 січня 1660 написала лист-чолобитну царю Московії з проханням дати їй «хрисовула» на пожиттєве володіння наданими Хмельницьким трьома маєтками.

### Подальша доля

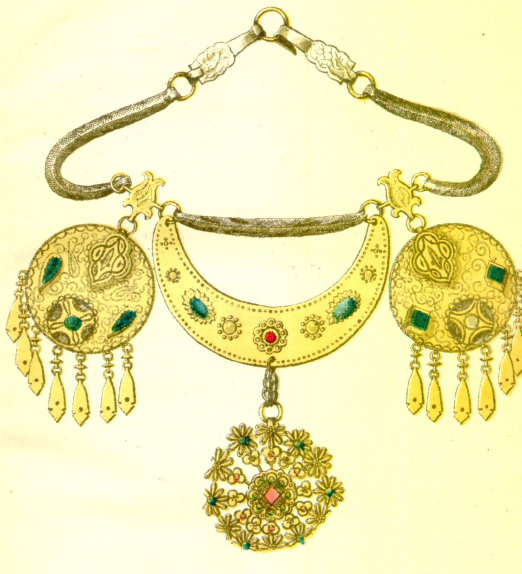
Намисто Розанди Хмельницької

Подальші відомості про Розанду досить непевні. Серед іншого є згадка про Роксолану домну Хмельницьку як власницю Кам'янки Дністровської у подимному реєстрі Брацлавського воєводства Речі Посполитої 1664 року.

### Українська версія
Ходили чутки, що начебто у 1660 році молодший брат Тимоша, тодішній гетьман Юрій Хмельницький, видав дружину покійного старшого брата за французького шляхтича Анрі де Боа, котрий спочатку перебував на службі в польського короля, а згодом вступив до Війська Запорозького, прийняв православ'я і став Андрієм Антоновським. Від шлюбу з Антоновським (знову ж таки — начебто) Розанда мала сина Петра.
Деякий час вони проживали над Дністром, у містечку Рашкові. Коли до влади у Молдовському князівстві прийшов брат Розанди Стефаніца Лупу, він намагався забрати сестру до Ясс, навіть присилав для цього в Україну спеціальний ескорт. Проте козаки прогнали молдован з Рашкова, і домна Розанда й надалі залишалася у Наддністрянщині.

### Молдовська версія
Історичні джерела молдовського походження повідомляють, що з 1666 року двадцять років свого життя домна Розанда прожила у Молдовському князівстві — допоки під час одного з польсько-молдавських конфліктів не була захоплена вояками Речі Посполитої в полон біля фортеці Нямц і у 1686 (за іншими даними 1687) році страчена — як невістка ненависного їм Богдана Хмельницького.
За версією Ніколає Булата, молдовського історика і автора історичного роману про Розанду, її руки домагався молдовський боярин Василій Крупецький. Розанда відмовляла, боярин вирішив помститися. І коли польський король пішов війною на Молдовське князівство, Крупецький навів поляків на монастир святого Миколая в Рашкові. Монастир пограбували, а саму Розанду там стратили.

## Намисто Розанди
Намисто Розанди Лупул зберігалося  у Миколаївській церкві Білої Церкви, пізніше було передане до Білоцерківського краєзнавчого музею. В радянський час воно було оцінене у 10 тисяч карбованців. В 1930-ті роки намисто було вилучене з музею та передане до фінвідділу для подальшого продажу за кордон. Подальша доля намиста невідома.